# SPÖ Kärnten
Die SPÖ Kärnten ist die Landesorganisation der Sozialdemokratischen Partei Österreich im österreichischen Bundesland Kärnten. Die Partei hat ihren Sitz in der Klagenfurter Lidmanskygasse.
Seit der Landtagswahl 2018 verfügt die Kärntner SPÖ über 18 Mandate im Kärntner Landtag und regiert dort als „großer Partner“ in einer Koalition mit der ÖVP in der Landesregierung Kaiser II. Zudem entsendet die Landespartei 3 Abgeordnete in den österreichischen Bundesrat, Ingo Appé, Günther Novak und Gerhard Leitner.
Für die Kärntner SPÖ sitzen seit der Nationalratswahl 2019 3 Abgeordnete im österreichischen Nationalrat, Philip Kucher, Petra Oberrauner und Klaus Köchl.
Landesvorsitzender ist seit März 2010 der derzeitige Landeshauptmann von Kärnten, Peter Kaiser.

## Geschichte

### Erste Republik
| Wahljahr | Prozent | ±       | Platz   |
| -------- | ------- | ------- | ------- |
| 1921     | 42,74 % |         | Erster  |
| 1923     | 36,24 % | −6,50 % | Zweiter |
| 1927     | 36,76   | +0,43 % | Zweiter |
| 1930     | 38,74 % | +2,07 % | Erster  |

### Nach 1945
„Gegenüber den Nationalsozialisten hatte die SPÖ von Anfang an großes Entgegenkommen gezeigt. Bereits 1945 wurde beispielsweise bereits eine zweifache Art der Mitgliedschaft eingeführt, eine ausübende und eine unterstützende, um ehemalige NS-Mitglieder, die als unbelastet eingestuft waren, integrieren zu können. Da die Kärntner ÖVP hier kein Entgegenkommen zeigte, gewann die SPÖ potentielle ÖVP-Anhänger.“

Bei den ersten Wahlen in Kärnten nach dem Zweiten Weltkrieg am 25. November 1945 konnte die neugegründete SPÖ mit 48,8 % und knapp 10 Prozentpunkten Vorsprung auf die zweitplatzierte ÖVP die relative Mehrheit erringen.

„Das Programm von 1948 beinhaltet Themen des Wiederaufbaus. Das Arbeitsprogramm von 1953 verweist auf erreichte Aufbauleistungen und konzentriert sich auf die Forderung „Kärnten als das ärmste Bundesland aus seiner Armut herauszuheben“. Konkrete Ziele waren u.a. die Vollbeschäftigung durch erhöhte öffentliche Investitionen, die Hebung der Kaufkraft zur Belebung der Wirtschaft, die Förderung des sozialen Wohnungsbaues und der Bildung sowie die bessere Stromversorgung in Bergdörfern und die verbesserte Verkehrsinfrastruktur zu diesen, um die von der Landflucht bedrohte Landwirtschaft zu sichern.
Ein eindeutiger Schwerpunkt zeichnete sich erst im Programm von 1956 ab. Eine Verbesserung der wirtschaftlichen Bedingungen in Kärnten wurde als primäres Ziel angestrebt, um dann die anderen Bereiche erfolgreich angehen zu können. Durch dieses Nachholprogramm und dem damit verbundenen 300-Millionen-Schilling-Etat (Budget) konnte eine Investition im Umfang von einer Milliarde Schilling erzielt werden. Durch die wirtschaftlichen Vorteile sollte auch das soziale Gefälle in Kärnten gemildert werden. Das war besonders in Südkärnten notwendig. Es war infolge der politischen Unsicherheit im ersten Nachkriegsjahrzehnt wirtschaftlich benachteiligt.
(...)
Es war vornehmlich ein Werk von Ferdinand Wedenig (1945-1965), dass die Partei eine führende Stellung einnahm. Wedenig war bereits vor dem Ersten Weltkrieg Mitglied der Arbeiterbewegung. Vom Ständestaat zur Kerkerhaft verurteilt und als Mitglied der Revolutionären Sozialisten in der Illegalität verfolgt, wurde er nach dem 20. Juli 1944 wie viele andere Parteigenossen im KZ-Dachau interniert. Sofort nach seiner Rückkehr Anfang 1945 wurde Wedenig zum Landesrat der provisorischen Landesregierung und zum Landesparteisekretär der bereits geschlossen tätigen SPÖ berufen. Als er am 20. Oktober 1945 zum Landesvertrauensmann gewählt wurde, bestand die Partei bereits aus 12.000 Mitgliedern. Bezirksorganisationen und zahlreiche Lokalorganisationen waren bereits installiert. Innerhalb von nur fünf Monaten ist die Partei nach dem Kriegsende trotz schwieriger Bedingungen sehr stark geworden. Es bestand zum Beispiel noch das Verbot, Versammlungen abzuhalten und Organisationen zu gründen. Die öffentliche Verkehrsinfrastruktur und das Kommunikationswesen waren zudem auch noch nicht intakt. Wedenig war ein guter Organisator. Er hatte in allen politischen Bezirken Parteivertretungen installiert und somit die Voraussetzung für die Gründung vieler Lokalorganisationen geschaffen.“

Laut SPÖ-Angaben leben derzeit 71 % der Bürger Kärntens in einer Gemeinde mit SPÖ-Bürgermeister.
Die SPÖ stellte in Kärnten bisher 6 Landeshauptleute:
- Hans Piesch (Mai–Juni 1945, Juni–Juli 1945, Juli–Dezember 1945, Dezember 1945–1947)
- Ferdinand Wedenig (1947, 1949–1953, 1953–1956, 1956–1960, 1960–1965)
- Hans Sima (1965–1970, 1970–1974)
- Leopold Wagner (1974–1975, 1975–1979, 1979–1984, 1984–1988)
- Peter Ambrozy (1988–1989)
- Peter Kaiser (2013–2018 und seit 2018)

| Wahljahr | Prozent | ±        | Platz   |
| -------- | ------- | -------- | ------- |
| 1945     | 48,83 % |          | Erster  |
| 1949     | 40,75 % | −8,08 %  | Erster  |
| 1953     | 48,20 % | +7,45 %  | Erster  |
| 1956     | 48,11 % | −0,09 %  | Erster  |
| 1960     | 48,51 % | +0,40 %  | Erster  |
| 1965     | 49,29 % | +0,78 %  | Erster  |
| 1970     | 53,10 % | +3,81 %  | Erster  |
| 1975     | 51,42 % | −1,68 %  | Erster  |
| 1979     | 53,95 % | +2,53 %  | Erster  |
| 1984     | 51,64 % | −2,30 %  | Erster  |
| 1989     | 45,95 % | −5,70 %  | Erster  |
| 1994     | 37,37 % | −8,58 %  | Erster  |
| 1999     | 32,86 % | −4,51 %  | Zweiter |
| 2004     | 38,43 % | +5,57 %  | Zweiter |
| 2009     | 28,74 % | −9,69 %  | Zweiter |
| 2013     | 37,13 % | +8,75 %  | Erster  |
| 2018     | 47,94 % | +10,81 % | Erster  |
| 2023     | 38,94 % | −9,01 %  | Erster  |

Im Juli 2022 wurden Petra Oberrauner, Daniel Fellner, Günther Goach, Luca Burgstaller und Andreas Scherwitzl beim Landesparteivorstand der SPÖ Kärnten zu Stellvertretern des Landesparteivorsitzenden Peter Kaiser gewählt.

## Teilorganisationen
Die Kärntner SPÖ unterhält ebenso wie die Bundes-SPÖ Teilorganisationen. Eine Mitgliedschaft in einer der Teilorganisationen der SPÖ Kärnten bringt in der Regel auch gleichzeitig eine Mitgliedschaft in der Landes- und darüber hinaus in der Bundespartei mit sich. Von den SPÖ-Teilorganisationen existieren mehrere Landesorganisationen in Kärnten:

### SPÖ Frauen Kärnten
Die Gründung der SPÖ Frauen als Bundesorganisation fand am 5. September 1945 statt. Vorsitzende der Kärntner Landesorganisation ist seit Jänner 2009 die Landtagsabgeordnete Ana Blatnik.

### Gemeindevertreterverband (GVV) Kärnten
Der Gemeindevertreterverband (GVV) vertritt die Anliegen von 132 Kärntner Gemeinden gegenüber den anderen Gebietskörperschaften. Vorsitzender der GVV Kärnten ist derzeit der Bürgermeister von Frantschach-Sankt Gertraud, Günther Vallant.

### SJG Kärnten
Die Bundesorganisation, die Sozialistische Jugend Österreichs (SJ) wurde in einem Gasthof in Wien-Margareten im November 1894 gegründet. Die Sozialistische Junge Generation (SJG) ist Untergruppe der Sozialistische Jugend (SJ), die 1991 durch eine organisatorische Neuausrichtung, bei der die Kärntner SJ und die zweite sozialdemokratische Jugendorganisation, die Junge Generation (JG), in einem eigenständigen Verein zusammengeführt wurden, der Sozialistischen Jungen Generation Kärnten – SJG. Landesvorsitzender der SJG Kärnten ist derzeit der Landtagsabgeordnete Luca Burgstaller.

### BSA Kärnten
Der Bund Sozialdemokratischer Akademikerinnen und Akademiker, Intellektueller, Künstlerinnen und Künstler wurde 1946 als Bund sozialistischer Akademiker gegründet. Landesobmann ist seit 2014 Markus Krainz.

### SWV Kärnten
Der  SWV – Sozialdemokratischer Wirtschaftsverband Kärnten versteht sich als Interessenvertretung der Unternehmer, vor allem der Klein- und Mittelbetriebe (KMU) und Ein-Personen-Unternehmen (EPU) in Kärnten. Landespräsident ist seit 2014 KR Alfred Trey.

### SPÖ Bildung Kärnten
Die SPÖ Bildungsorganisation ist neben den SPÖ Frauen, der Jungen Generation in der SPÖ, dem GVV Österreich und den SPÖ Bauern eines der Referate der Sozialdemokratischen Partei Österreichs. Die Bildungsbewegung war und ist ein Kernelement sozialdemokratischer Politik. Am Anfang der organisierten Arbeitsbewegung in Österreich standen Arbeiterbildungsvereine, die Bildungsziele mit geselligen und wirtschaftlichen Anliegen verbanden. Aufbauend auf dieser Tradition stellt die SPÖ-Bildungsorganisation mit ihren  ehrenamtlich tätigen Bildungsfunktionären auf Bundes-, Landes- und regionaler Ebene heute eine Vernetzungsplattform für bildungs- und kulturpolitische Anliegen und Initiativen dar. Vorsitzender der SPÖ Bildung Kärnten ist Roland Neubauer. Landesbildungssekretär der SPÖ Bildung Kärnten ist Harry Koller.